# Stanisław Królak

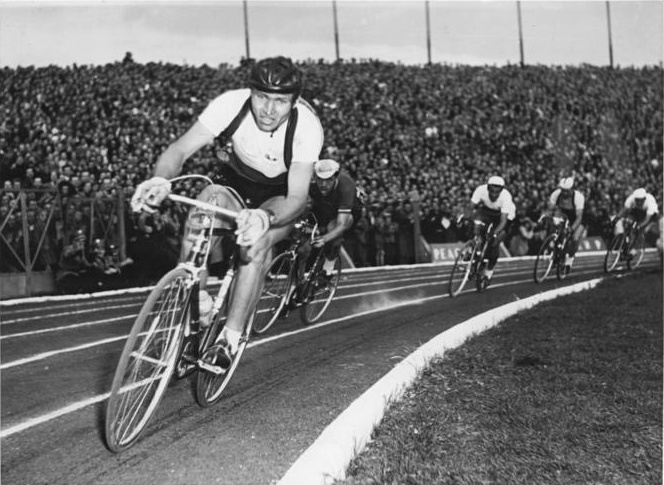
VIII Wyścig Pokoju, Stanisław Królak na Stadionie Dziesięciolecia w Warszawie

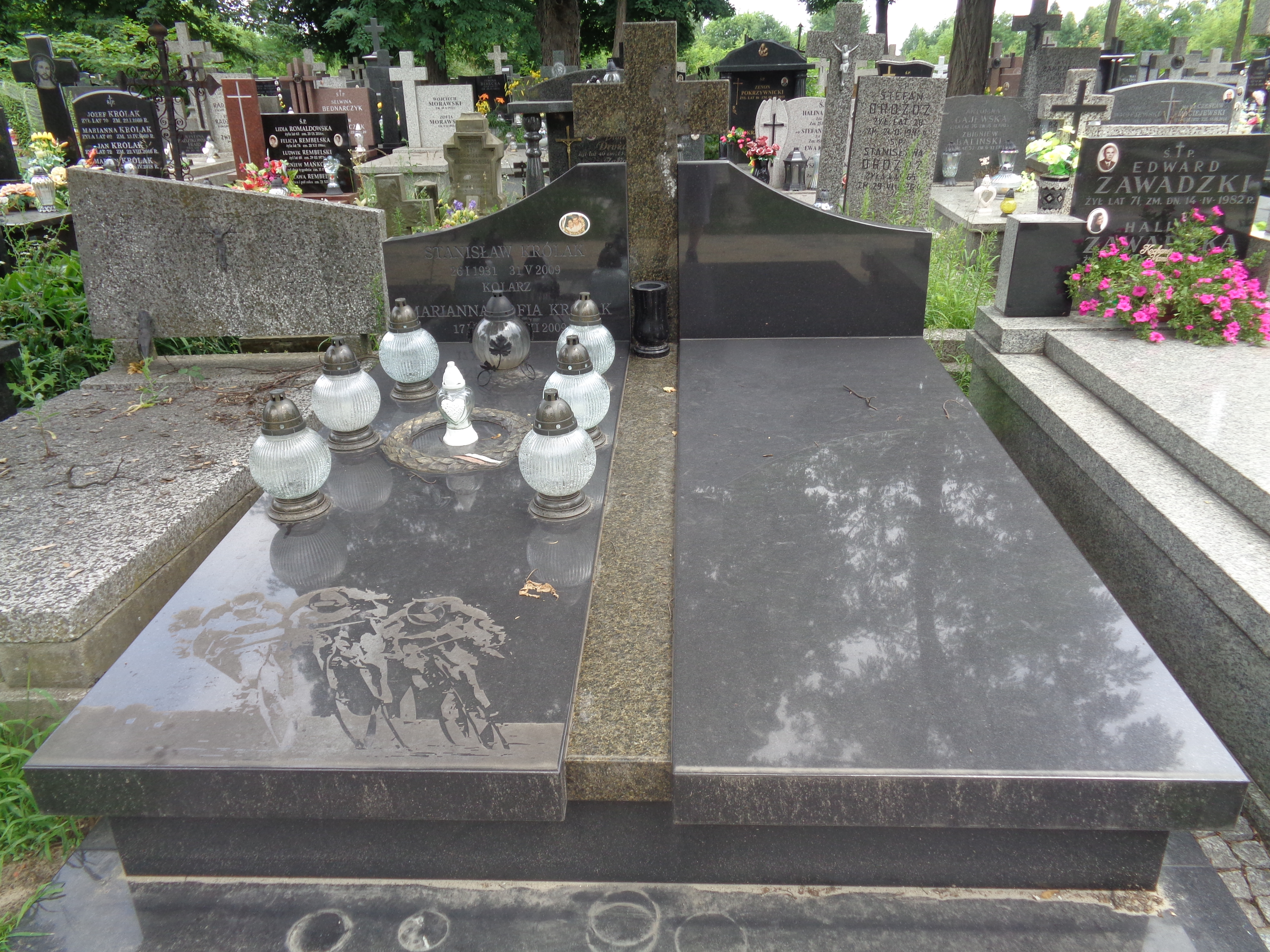
Grób na cmentarzu parafialnym w Zerzniu

Stanisław Królak (ur. 26 stycznia 1931 w Warszawie, zm. 31 maja 2009) – polski kolarz szosowy i trener kolarski. Pierwszy polski zwycięzca Wyścigu Pokoju w 1956.

## Życiorys
Syn Stanisława. W karierze sportowej reprezentował stołeczne kluby Sarmata i Legia. W 1961 ukończył Studium Pomaturalne przy Akademii Wychowania Fizycznego w Warszawie. Początkowo pracował jako instruktor i trener kolarski w klubach Gwardia, Legia, Polonia, Sarmata i Spójnia. W 1949 pierwszy raz wziął udział w zawodach kolarskich i wygrał wyścig o „Puchar Życia Warszawy”. W 1952 wystartował pierwszy raz w Wyścigu Pokoju. 15 maja 1956 na mecie w Pradze jako pierwszy Polak w historii wygrał ten wyścig (w jego trakcie triumfował w jednym etapie).
Inne osiągnięcia:
- Dwukrotny indywidualny mistrz Polski w wyścigu ze startu wspólnego w latach 1952 i 1955, wicemistrz z 1953, brązowy medalista z 1958.
- Czterokrotny drużynowy mistrz Polski w wyścigu ze startu wspólnego w latach 1950, 1953, 1954 i 1955.
- Indywidualny mistrz Polski w wyścigu górskim w 1952.
- Indywidualny mistrz Polski w wyścigu przełajowym w 1955.
- Dwukrotny drużynowy mistrz Polski na torze na 4000 m na dochodzenie w latach 1950 i 1954.
- Uczestnik mistrzostw świata w wyścigu szosowym w latach 1953, 1955 i 1958.
- Siedmiokrotny uczestnik Wyścigu Pokoju: 1952, 1953, 1954, 1955, 1956, 1958 i 1961.
- Pięciokrotny uczestnik Wyścigu Dookoła Polski: 1953, 1955, 1956, 1958, 1960.

Po zakończeniu kariery sportowej prowadził w jednym z rzemieślniczych pawilonów usługowych przy ul. Marchlewskiego (od 1990 al. Jana Pawła II) w Warszawie sklep i warsztat rowerowy.
Został pochowany na cmentarzu parafialnym w Zerzniu (w warszawskiej dzielnicy Wawer).

## Ordery i odznaczenia
- Krzyż Oficerski Orderu Odrodzenia Polski (2008)[4]
- Krzyż Kawalerski Orderu Odrodzenia Polski (2000)[5]
- Złoty Krzyż Zasługi (1953, za zasługi i osiągnięcia w dziedzinie kultury fizycznej i sportu)[6]
- Tytuł Sportowca 30-lecia PRL
- Odznaka „Zasłużony Mistrz Sportu”

## W kulturze masowej
Odniesienia do Stanisława Królaka pojawiły się w odcinku 9. pt. „Po obu stronach muru” serialu telewizyjnego Dom z 1982 w reżyserii Jana Łomnickiego. Najpierw został w nim wyemitowany fragment transmisji ze zwycięstwa w Wyścigu Pokoju 1956, a następnie główny bohater Andrzej Talar (Tomasz Borkowy) odwiedzając Ewę Szymosiuk (Halina Rowicka) wita ją słowami: Może wypijemy za zwycięstwo Królaka?

## Upamiętnienie
Od 2023 jego imię nosi rondo w warszawskiej dzielnicy Wawer.